# Patrik Olsson (handbollsspelare)
Leif Patrik Olsson, född 5 juni 1978 på Orust, är en svensk handbollstränare och tidigare handbollsspelare (mittsexa).

## Karriär
Patrik Olsson började sin handbollskarriär på Orust. Han spelade en säsong i IK Sävehofs juniorlag men valde sedan Kärra HF för att få mer speltid. Senare spelade han för GIK Wasaiterna i fyra år varav två i elitserien. Han kom sedan till Uddevalla och spelade för GF Kroppskultur. Klubben gick i konkurs och 2005 lämnade han Sverige för sex proffsår i Danmark. Han började med att spela för KIF Kolding i tre år till 2008. Han fick då vara med om att vinna ett danskt mästerskap 2006. Han bytte sedan klubb till Team Tvis Holstebro i tre år. Sista två åren var han också tränare i Team Tvis Holstebros ungdomsakademi. Olsson lade av efter att ha ådragit sig sin andra allvarliga knäskada 2011. När han 2011 återvände till Sverige utbildade han sig till tränare. 2012-2013 tränade han Kroppskultur men flyttade 2013 till Linköping, där han var huvudtränare för RP IF i sex år. Han arbetar dessutom 2019 på Linköpings fria läroverk som handbollsinstruktör.
Patrik Olsson spelade 5 landskamper och gjorde 13 mål i landslaget 2005–2007. 2006 kom han med i landslaget i ett VM-kval mot Vitryssland sedan ordinarie Pelle Linders blivit sjuk.